# Carlos Zatuszek

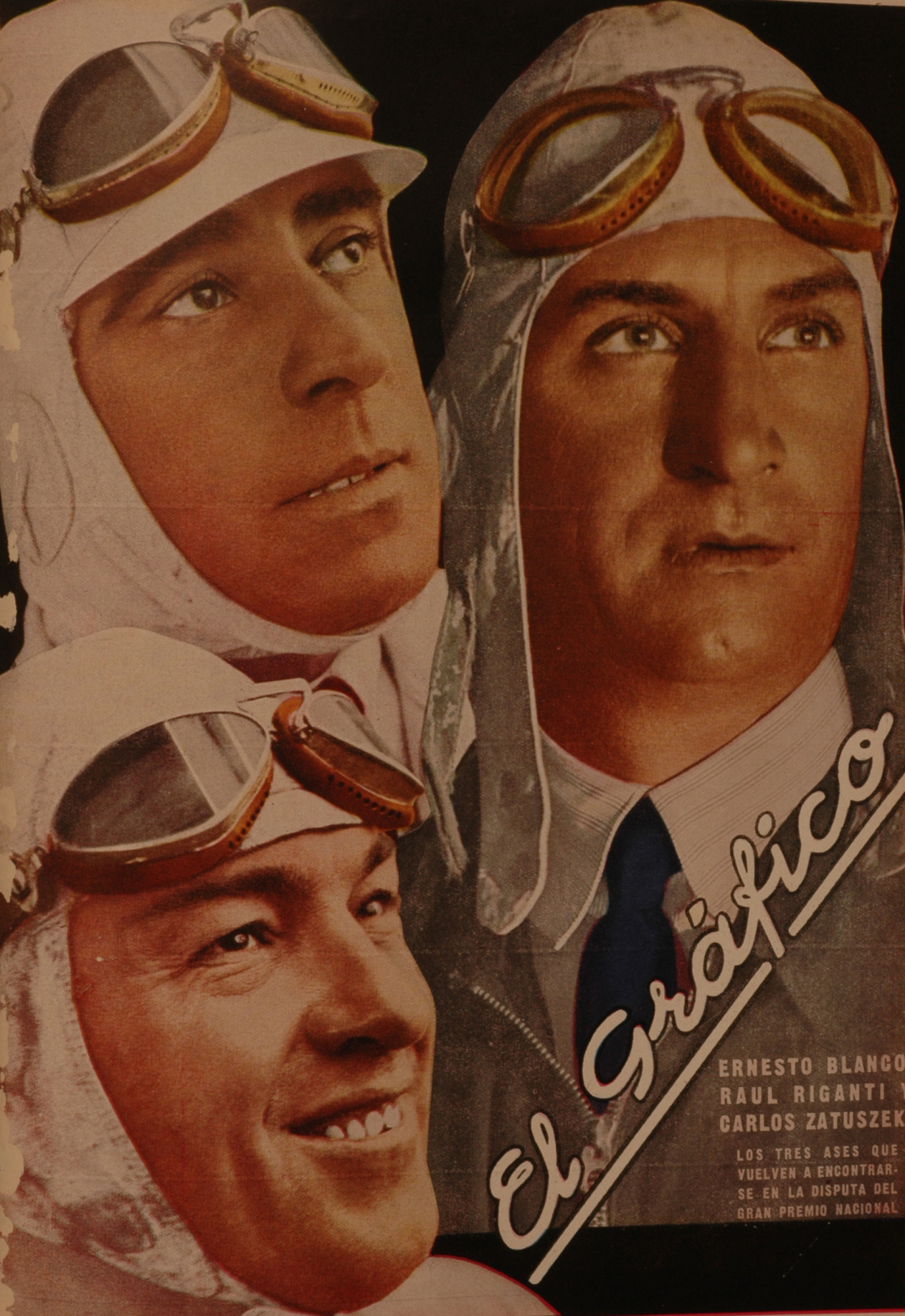
Ernesto Blanco, Raul Riganti, et Carlos Zatuszek (en bas).

Carlos Antonio Zatuszek (Karol Zatuszek), né le 27 septembre 1897 à Lemberg en royaume de Galicie et de Lodomérie et décédé le 8 octobre 1937 à 40 ans, est un ancien pilote automobile austro-argentin de course automobile. 

## Biographie
De formation mécanicien, ayant aussi fait quelques études d'agronomie, il se lance dans le commerce alors qu'il réside encore en Europe, puis il émigre vers l'Amérique du Sud en 1921 à 24 ans avec un ami polonais, Juan Marczak, rencontré dans un atelier de mécanique. Ils ne parlent alors pratiquement pas un mot d'espagnol.
Après avoir été préparateur de voitures pour Luis Viglione, la carrière de Zatuszek en sport automobile s'organise sur plus d'une décennie entre 1927 (débuts au Gran Premio Provincia de Santa Fe, à Esperanza) et 1937, exclusivement avec le constructeur Mercedes-Benz, entre les modèles K (1928) et surtout SSK (à compter de 1929, une voiture de Julio Berndt de 7 L. de cylindrée).
Il prend la nationalité argentine en 1931, lorsqu'il se marie avec la sœur de Berndt, s'installant alors à Cañuelas où son jeune frère Miguel le rejoint bientôt pour l'assister en course. Cañuelas n'est qu'à quelques kilomètres de la ville de... Mercedes, près de Buenos Aires.
En 1936, il termine troisième du Campeonato Argentino de Velocidad (vainqueur Ernesto Blanco).
Son record national de vitesse établi en 1937 à Rafaela en 190,285 km/h au tour de piste, avec l'un des six moteurs Mercedes de 300 hp, ne sera battu que dix ans plus tard.
Il décède lors des essais en vue de participer au Grand Prix de Casilda: après avoir quitté la piste à faible vitesse, au bout d'une longue ligne droite, sa tête heurte malencontreusement un poteau. Miguel quant à lui ne souffre que de blessures superficielles.
Le pilote Fermín Martín rachète alors la voiture, et il propose un an plus tard à Miguel de l'assister à son tour lors du Grand Prix de Tres Arroyos, le 13 novembre 1938, alors que le 1er octobre un monolithe a été inauguré sur le lieu de l'accident.
Durant la course Martín percute Plácido Ruiz: il décède dans le choc avec Miguel Zatuszek, de même que Ruiz et un spectateur. L'histoire raconte que Juan Maczak, le vieil ami de la famille devenu beau-frère, enterre la Mercedes dans la cour de l'atelier de mécanique, situé non loin des tombes des frères dans le cimetière de Cañuelas, afin qu'elle ne tue plus personne. L'un de ses moteurs est cependant vendu à José Fanto, qui remporte avec  tout de même par deux fois les 500 Millas de Rafaela.

## Palmarès

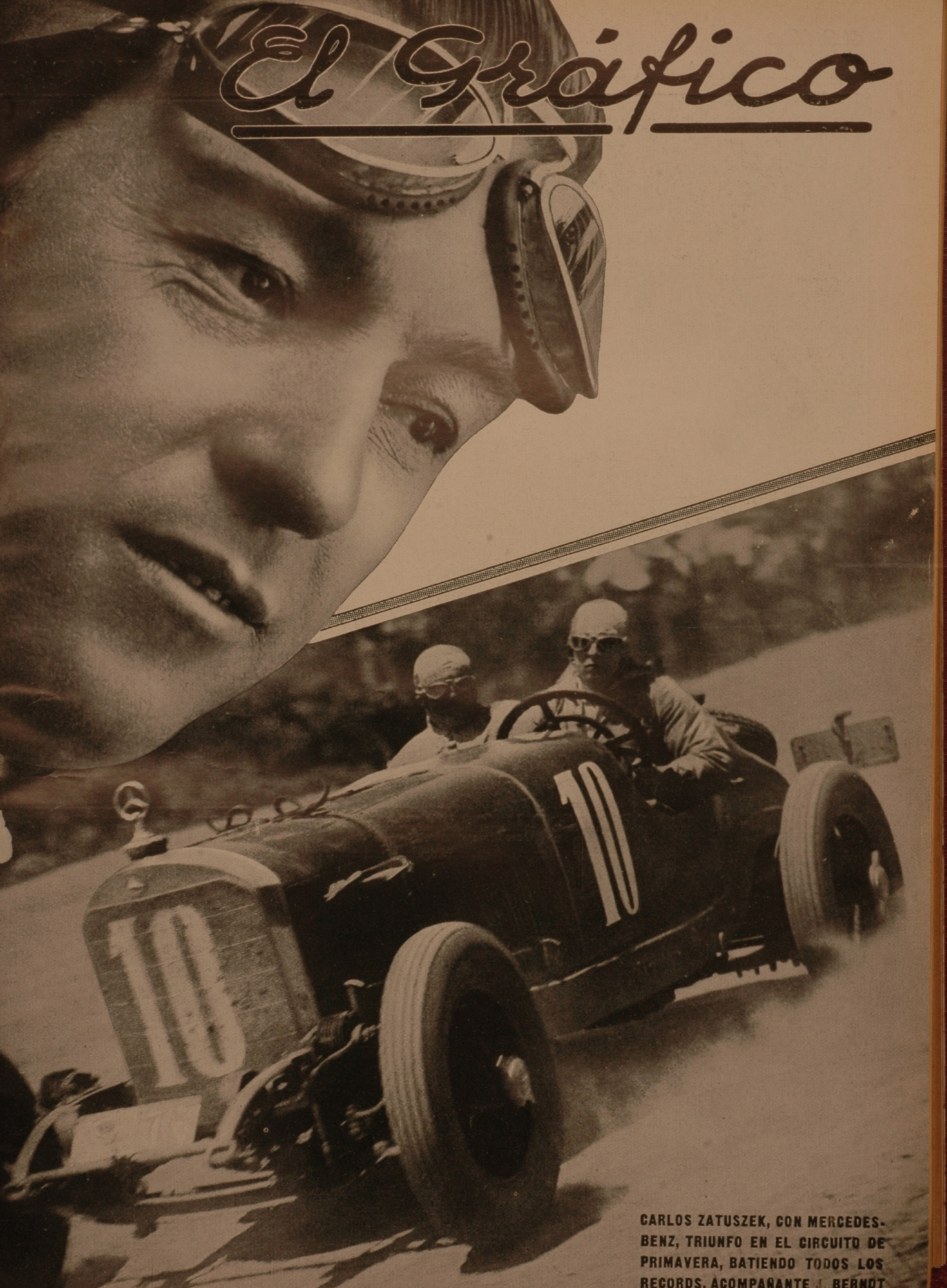
Carlos Zatuszek en 1930.

- Tablada en Córdoba en 1929 (3e en 1928);
- Mercedes Premio Primavera en 1930 (les 400 kilomètres de Mercedes);
- Gran Premio Nacional Argentino de Carretera en 1931 (2e en 1930, et 3e en 1928);
- Premio Otonó de Mercedes en 1931, 1932 et 1935 (3e en 1928, une course de 250 miles);
- 500 Millas de Rafaela en 1935 et 1937 (2e en 1929, 3e en 1928);
- 200 Millas de Tucumán en 1935 (2e en 1937);
- Parque Urquiza Paraná en 1935;
- 500 Millas de Bahía Blanca en 1936;
- 500 Millas de San Francisco (Argentine) en 1936 et 1937;
- 500 Millas de Lavallol en 1937;
- 500 Millas d'Olavarría en 1937;
  - 2e au circuit de Pergamino, en 1927;
  - 2e au circuit de Chivilcoy, en 1928;
  - 2e du circuit de Lincoln, en 1936;
  - 3e du Gran Premio de Santa Fe en 1928 et 1936;
  - 3e du circuit de Mar del Plata;
  - 9e du Grand Prix de Rio de Janeiro en 1934.

## Anecdote
- Carlos Zatuszek avait la particularité de se désaltérer à la bière lors de chaque arrêt aux stands.